# Aeroportul Changde Taohuayuan
Aeroportul Changde Taohuayuan (IATA: CGD, ICAO: ZGCD) este un aeroport din Hunan, Republica Populară Chineză ce deservește zona Changde⁠(d). Aeroportul a fost tranzitat în 2022 de 521.325 de pasageri. A fost numit după zona deservită.
aeroportul dispune de o singură pistă.